# Turner Classic Movies
 (транскр.  Тарнер класик мувиз), скраћено TCM, америчка је телевизијска мрежа чији је власник Warner Bros. Discovery. Кренуо је са емитовањем 1994. године, а главна канцеларија налази се у Атланти (Џорџија).
Кроз историју, канал је емитовао класичне филмове, који су се раније приказивали у биоскопима и који се налазе у Тарнер ентертејнмент филмској библиотеци, комбиновано са филмовима компаније Ворнер брос који су се емитовали пре 1950. године, и филмовима компаније Метро-Голдвин-Мејер који су се емитовали пре маја 1986. године. Касније је канал добио дозволу за емитовање филмова и других познатијих холивудских компанија.